# Grossbeckia semimaculata
Grossbeckia semimaculata là một loài bướm đêm trong họ Geometridae.